# Okręg wyborczy nr 11 do Sejmu Rzeczypospolitej Polskiej (1993–2001)
Okręg wyborczy nr 11 do Sejmu Rzeczypospolitej Polskiej (1993–2001) obejmował województwo gdańskie. W ówczesnym kształcie został utworzony w 1993. Wybieranych było w nim 15 posłów w systemie proporcjonalnym.
Siedzibą okręgowej komisji wyborczej był Gdańsk.

## Wyniki wyborów
| Podział 15 mandatów: SLD: 5 UP: 2 PSL: 2 UD: 3 KPN: 1 BBWR: 2 |

| Podział 15 mandatów: SLD: 4 UW: 2 AWS: 9 |

## Reprezentanci okręgu
| Sejm | Rok  | Poseł KW                                  | Poseł KW                                  | Poseł KW                                  | Poseł KW                                  | Poseł KW                                  | Poseł KW                                  | Poseł KW                                  | Poseł KW                                  | Poseł KW                                  | Poseł KW                                  | Poseł KW                                  | Poseł KW                                  | Poseł KW                                  | Poseł KW                                  | Poseł KW                                  | Poseł KW                                  | Poseł KW                                  | Poseł KW                                  | Poseł KW                                  | Poseł KW                                  | Poseł KW                                  | Poseł KW                                  | Poseł KW                                  | Poseł KW                                  | Poseł KW                                  | Poseł KW                                  | Poseł KW                                  | Poseł KW                                  | Poseł KW                                  | Poseł KW                                  |
| ---- | ---- | ----------------------------------------- | ----------------------------------------- | ----------------------------------------- | ----------------------------------------- | ----------------------------------------- | ----------------------------------------- | ----------------------------------------- | ----------------------------------------- | ----------------------------------------- | ----------------------------------------- | ----------------------------------------- | ----------------------------------------- | ----------------------------------------- | ----------------------------------------- | ----------------------------------------- | ----------------------------------------- | ----------------------------------------- | ----------------------------------------- | ----------------------------------------- | ----------------------------------------- | ----------------------------------------- | ----------------------------------------- | ----------------------------------------- | ----------------------------------------- | ----------------------------------------- | ----------------------------------------- | ----------------------------------------- | ----------------------------------------- | ----------------------------------------- | ----------------------------------------- |
| II   | 1993 |                                           | L. Pastusiak SLD                          |                                           | O. Krzyżanowska UD (1993) UW (1997)       |                                           | B. Borusewicz UD (1993) UW (1997)         |                                           | B. Kaczmarek UP                           |                                           | H. Szyc BBWR                              |                                           | P. Aszyk KPN                              |                                           | K. Trawicki PSL                           |                                           | J. Taylor UD                              |                                           | J. Banach SLD                             |                                           | R. Olszewski BBWR                         |                                           | H. Licnerska UP                           |                                           | F. Potulski SLD                           |                                           | K. Brzeziński SLD                         |                                           | J. Zakrzewski SLD                         |                                           | S. Szatkowski PSL                         |
| II   | 1994 | Z. Szczypiński UP                         | L. Pastusiak SLD                          |                                           | O. Krzyżanowska UD (1993) UW (1997)       |                                           | B. Borusewicz UD (1993) UW (1997)         |                                           | B. Kaczmarek UP                           |                                           | H. Szyc BBWR                              |                                           | P. Aszyk KPN                              |                                           | K. Trawicki PSL                           |                                           | J. Taylor UD                              |                                           | J. Banach SLD                             |                                           | R. Olszewski BBWR                         |                                           |                                           |                                           | F. Potulski SLD                           |                                           | K. Brzeziński SLD                         |                                           | J. Zakrzewski SLD                         |                                           | S. Szatkowski PSL                         |
| III  | 1997 |                                           | L. Pastusiak SLD                          |                                           | O. Krzyżanowska UD (1993) UW (1997)       |                                           | B. Borusewicz UD (1993) UW (1997)         | M. Płażyński AWS                          |                                           | F. Cegielska AWS                          |                                           | J. Rybicki AWS                            |                                           | J. Budnik AWS                             |                                           | D. Arciszewska-Mielewczyk AWS             |                                           | A. Szymański AWS                          | J. Banach SLD                             |                                           | E. Sikorska-Trela AWS                     |                                           | A. Hall AWS                               |                                           | F. Potulski SLD                           | J. Kulas AWS                              |                                           |                                           | J. Zakrzewski SLD                         |                                           |                                           |
| III  | 2000 | J. Borowczak AWS                          | L. Pastusiak SLD                          |                                           | O. Krzyżanowska UD (1993) UW (1997)       |                                           | B. Borusewicz UD (1993) UW (1997)         | M. Płażyński AWS                          |                                           |                                           |                                           | J. Rybicki AWS                            |                                           | J. Budnik AWS                             |                                           | D. Arciszewska-Mielewczyk AWS             |                                           | A. Szymański AWS                          | J. Banach SLD                             |                                           | E. Sikorska-Trela AWS                     |                                           | A. Hall AWS                               |                                           | F. Potulski SLD                           | J. Kulas AWS                              |                                           |                                           | J. Zakrzewski SLD                         |                                           |                                           |
| IV   | 2001 | okręg zniesiony – patrz okręgi nr 25 i 26 | okręg zniesiony – patrz okręgi nr 25 i 26 | okręg zniesiony – patrz okręgi nr 25 i 26 | okręg zniesiony – patrz okręgi nr 25 i 26 | okręg zniesiony – patrz okręgi nr 25 i 26 | okręg zniesiony – patrz okręgi nr 25 i 26 | okręg zniesiony – patrz okręgi nr 25 i 26 | okręg zniesiony – patrz okręgi nr 25 i 26 | okręg zniesiony – patrz okręgi nr 25 i 26 | okręg zniesiony – patrz okręgi nr 25 i 26 | okręg zniesiony – patrz okręgi nr 25 i 26 | okręg zniesiony – patrz okręgi nr 25 i 26 | okręg zniesiony – patrz okręgi nr 25 i 26 | okręg zniesiony – patrz okręgi nr 25 i 26 | okręg zniesiony – patrz okręgi nr 25 i 26 | okręg zniesiony – patrz okręgi nr 25 i 26 | okręg zniesiony – patrz okręgi nr 25 i 26 | okręg zniesiony – patrz okręgi nr 25 i 26 | okręg zniesiony – patrz okręgi nr 25 i 26 | okręg zniesiony – patrz okręgi nr 25 i 26 | okręg zniesiony – patrz okręgi nr 25 i 26 | okręg zniesiony – patrz okręgi nr 25 i 26 | okręg zniesiony – patrz okręgi nr 25 i 26 | okręg zniesiony – patrz okręgi nr 25 i 26 | okręg zniesiony – patrz okręgi nr 25 i 26 | okręg zniesiony – patrz okręgi nr 25 i 26 | okręg zniesiony – patrz okręgi nr 25 i 26 | okręg zniesiony – patrz okręgi nr 25 i 26 | okręg zniesiony – patrz okręgi nr 25 i 26 | okręg zniesiony – patrz okręgi nr 25 i 26 |

### Wybory parlamentarne 1993
| Komitet wyborczy                                      | Komitet wyborczy                                     | Głosów | %     | Mandaty | Wybrani posłowie                                                                              |
| ----------------------------------------------------- | ---------------------------------------------------- | ------ | ----- | ------- | --------------------------------------------------------------------------------------------- |
|                                                       | Sojusz Lewicy Demokratycznej                         | 85 734 | 15,59 | 5       | Longin Pastusiak, Jolanta Banach, Franciszek Potulski, Krzysztof Brzeziński, Jerzy Zakrzewski |
|                                                       | Unia Demokratyczna                                   | 63 740 | 11,59 | 3       | Olga Krzyżanowska, Bogdan Borusewicz, Jacek Taylor                                            |
|                                                       | Kongres Liberalno-Demokratyczny                      | 59 557 | 10,83 | –       |                                                                                               |
|                                                       | Bezpartyjny Blok Wspierania Reform                   | 45 739 | 8,32  | 2       | Hans Szyc, Ryszard Olszewski                                                                  |
|                                                       | Niezależny Samorządny Związek Zawodowy „Solidarność” | 44 776 | 8,14  | –       |                                                                                               |
|                                                       | Unia Pracy                                           | 37 519 | 6,82  | 2       | Bogusław Kaczmarek, Halina Licnerska, Zbigniew Szczypiński                                    |
|                                                       | Katolicki Komitet Wyborczy „Ojczyzna”                | 36 500 | 6,64  | –       |                                                                                               |
|                                                       | Porozumienie Centrum                                 | 35 914 | 6,53  | –       |                                                                                               |
|                                                       | Polskie Stronnictwo Ludowe                           | 33 087 | 6,02  | 2       | Krzysztof Trawicki, Sławomir Szatkowski                                                       |
|                                                       | Konfederacja Polski Niepodległej                     | 26 229 | 4,77  | 1       | Piotr Aszyk                                                                                   |
|                                                       | Unia Polityki Realnej                                | 24 799 | 4,51  | –       |                                                                                               |
|                                                       | Koalicja dla Rzeczypospolitej                        | 15 126 | 2,75  | –       |                                                                                               |
|                                                       | Samoobrona – Leppera                                 | 14 003 | 2,55  | –       |                                                                                               |
|                                                       | Polskie Stronnictwo Ludowe – Porozumienie Ludowe     | 10 352 | 1,88  | –       |                                                                                               |
|                                                       | Partia X                                             | 8417   | 1,53  | –       |                                                                                               |
|                                                       | Poza Układem                                         | 6199   | 1,13  | –       |                                                                                               |
|                                                       | Polska Partia Przyjaciół Piwa                        | 1696   | 0,31  | –       |                                                                                               |
|                                                       | Narodowy Front Polski                                | 565    | 0,10  | –       |                                                                                               |
| Frekwencja: 55,58% Źródło: Państwowa Komisja Wyborcza |                                                      |        |       |         |                                                                                               |

Poniższa tabela przedstawia podział mandatów dla komitetów wyborczych na podstawie uzyskanych głosów, a następnie obliczonych ilorazów wyborczych na podstawie metody D’Hondta.
| Podział mandatów dla komitetów wyborczych na podstawie metody D’Hondta | Podział mandatów dla komitetów wyborczych na podstawie metody D’Hondta | Podział mandatów dla komitetów wyborczych na podstawie metody D’Hondta | Podział mandatów dla komitetów wyborczych na podstawie metody D’Hondta | Podział mandatów dla komitetów wyborczych na podstawie metody D’Hondta | Podział mandatów dla komitetów wyborczych na podstawie metody D’Hondta | Podział mandatów dla komitetów wyborczych na podstawie metody D’Hondta | Podział mandatów dla komitetów wyborczych na podstawie metody D’Hondta | Podział mandatów dla komitetów wyborczych na podstawie metody D’Hondta | Podział mandatów dla komitetów wyborczych na podstawie metody D’Hondta | Podział mandatów dla komitetów wyborczych na podstawie metody D’Hondta | Podział mandatów dla komitetów wyborczych na podstawie metody D’Hondta | Podział mandatów dla komitetów wyborczych na podstawie metody D’Hondta |
| Komitet wyborczy                                                       | Komitet wyborczy                                                       | Liczba głosów                                                          | Iloraz wyborczy                                                        | Iloraz wyborczy                                                        | Iloraz wyborczy                                                        | Iloraz wyborczy                                                        | Iloraz wyborczy                                                        | Iloraz wyborczy                                                        | Iloraz wyborczy                                                        | Iloraz wyborczy                                                        | Mandaty                                                                | TP                                                                     |
| Komitet wyborczy                                                       | Komitet wyborczy                                                       | Liczba głosów                                                          | /1                                                                     | /2                                                                     | /3                                                                     | /4                                                                     | /5                                                                     | /6                                                                     | ...                                                                    | /15                                                                    | Mandaty                                                                | TP                                                                     |
| ---------------------------------------------------------------------- | ---------------------------------------------------------------------- | ---------------------------------------------------------------------- | ---------------------------------------------------------------------- | ---------------------------------------------------------------------- | ---------------------------------------------------------------------- | ---------------------------------------------------------------------- | ---------------------------------------------------------------------- | ---------------------------------------------------------------------- | ---------------------------------------------------------------------- | ---------------------------------------------------------------------- | ---------------------------------------------------------------------- | ---------------------------------------------------------------------- |
|                                                                        | Sojusz Lewicy Demokratycznej                                           | 85 734                                                                 | 85 734                                                                 | 42 867                                                                 | 28 578                                                                 | 21 434                                                                 | 17 147                                                                 | 14 289                                                                 | ...                                                                    | 5716                                                                   | 5                                                                      | 4,40                                                                   |
|                                                                        | Unia Demokratyczna                                                     | 63 740                                                                 | 63 740                                                                 | 31 870                                                                 | 21 247                                                                 | 15 935                                                                 | 12 748                                                                 | 10 623                                                                 | ...                                                                    | 4249                                                                   | 3                                                                      | 3,27                                                                   |
|                                                                        | Bezpartyjny Blok Wspierania Reform                                     | 45 739                                                                 | 45 739                                                                 | 22 870                                                                 | 15 246                                                                 | 11 435                                                                 | 9148                                                                   | 7623                                                                   | ...                                                                    | 3049                                                                   | 2                                                                      | 2,35                                                                   |
|                                                                        | Unia Pracy                                                             | 37 519                                                                 | 37 519                                                                 | 18 760                                                                 | 12 506                                                                 | 9380                                                                   | 7504                                                                   | 6253                                                                   | ...                                                                    | 2501                                                                   | 2                                                                      | 1,93                                                                   |
|                                                                        | Polskie Stronnictwo Ludowe                                             | 33 087                                                                 | 33 087                                                                 | 16 544                                                                 | 11 029                                                                 | 8272                                                                   | 6617                                                                   | 5415                                                                   | ...                                                                    | 2206                                                                   | 2                                                                      | 1,70                                                                   |
|                                                                        | Konfederacja Polski Niepodległej                                       | 26 229                                                                 | 26 229                                                                 | 13 115                                                                 | 8743                                                                   | 6557                                                                   | 5246                                                                   | 4372                                                                   | ...                                                                    | 1749                                                                   | 1                                                                      | 1,35                                                                   |
| Ogółem                                                                 | Ogółem                                                                 | 292 048                                                                | —                                                                      | —                                                                      | —                                                                      | —                                                                      | —                                                                      | —                                                                      | —                                                                      | —                                                                      | 15                                                                     | 15                                                                     |

### Wybory parlamentarne 1997
| Komitet wyborczy                                      | Komitet wyborczy                          | Głosów  | %     | Mandaty | Wybrani posłowie |
| ----------------------------------------------------- | ----------------------------------------- | ------- | ----- | ------- | --- |
|                                                       | Akcja Wyborcza Solidarność                | 285 700 | 50,10 | 9       | Maciej Płażyński, Franciszka Cegielska, Jacek Rybicki, Jerzy Budnik, Dorota Arciszewska, Antoni Szymański, Ewa Sikorska-Trela, Aleksander Hall, Jan Kulas, Jerzy Borowczak |
|                                                       | Sojusz Lewicy Demokratycznej              | 115 185 | 20,20 | 4       | Longin Pastusiak, Jolanta Banach, Franciszek Potulski, Jerzy Zakrzewski |
|                                                       | Unia Wolności                             | 76 665  | 13,45 | 2       | Olga Krzyżanowska, Bogdan Borusewicz |
|                                                       | Ruch Odbudowy Polski                      | 27 642  | 4,85  | –       | |
|                                                       | Unia Pracy                                | 17 101  | 3,00  | –       | |
|                                                       | Unia Prawicy Rzeczypospolitej             | 13 892  | 2,44  | –       | |
|                                                       | Polskie Stronnictwo Ludowe                | 11 859  | 2,08  | –       | |
|                                                       | Krajowa Partia Emerytów i Rencistów       | 9003    | 1,58  | –       | |
|                                                       | Krajowe Porozumienie Emerytów i Rencistów | 6717    | 1,18  | –       | |
|                                                       | Blok dla Polski                           | 6439    | 1,13  | –       | |
| Frekwencja: 55,01% Źródło: Państwowa Komisja Wyborcza |                                           |         |       |         | |

Poniższa tabela przedstawia podział mandatów dla komitetów wyborczych na podstawie uzyskanych głosów, a następnie obliczonych ilorazów wyborczych na podstawie metody D’Hondta.
| Podział mandatów dla komitetów wyborczych na podstawie metody D’Hondta | Podział mandatów dla komitetów wyborczych na podstawie metody D’Hondta | Podział mandatów dla komitetów wyborczych na podstawie metody D’Hondta | Podział mandatów dla komitetów wyborczych na podstawie metody D’Hondta | Podział mandatów dla komitetów wyborczych na podstawie metody D’Hondta | Podział mandatów dla komitetów wyborczych na podstawie metody D’Hondta | Podział mandatów dla komitetów wyborczych na podstawie metody D’Hondta | Podział mandatów dla komitetów wyborczych na podstawie metody D’Hondta | Podział mandatów dla komitetów wyborczych na podstawie metody D’Hondta | Podział mandatów dla komitetów wyborczych na podstawie metody D’Hondta | Podział mandatów dla komitetów wyborczych na podstawie metody D’Hondta | Podział mandatów dla komitetów wyborczych na podstawie metody D’Hondta | Podział mandatów dla komitetów wyborczych na podstawie metody D’Hondta | Podział mandatów dla komitetów wyborczych na podstawie metody D’Hondta | Podział mandatów dla komitetów wyborczych na podstawie metody D’Hondta | Podział mandatów dla komitetów wyborczych na podstawie metody D’Hondta | Podział mandatów dla komitetów wyborczych na podstawie metody D’Hondta |
| Komitet wyborczy                                                       | Komitet wyborczy                                                       | Liczba głosów                                                          | Iloraz wyborczy                                                        | Iloraz wyborczy                                                        | Iloraz wyborczy                                                        | Iloraz wyborczy                                                        | Iloraz wyborczy                                                        | Iloraz wyborczy                                                        | Iloraz wyborczy                                                        | Iloraz wyborczy                                                        | Iloraz wyborczy                                                        | Iloraz wyborczy                                                        | Iloraz wyborczy                                                        | Iloraz wyborczy                                                        | Mandaty                                                                | TP                                                                     |
| Komitet wyborczy                                                       | Komitet wyborczy                                                       | Liczba głosów                                                          | /1                                                                     | /2                                                                     | /3                                                                     | /4                                                                     | /5                                                                     | /6                                                                     | /7                                                                     | /8                                                                     | /9                                                                     | /10                                                                    | ...                                                                    | /15                                                                    | Mandaty                                                                | TP                                                                     |
| ---------------------------------------------------------------------- | ---------------------------------------------------------------------- | ---------------------------------------------------------------------- | ---------------------------------------------------------------------- | ---------------------------------------------------------------------- | ---------------------------------------------------------------------- | ---------------------------------------------------------------------- | ---------------------------------------------------------------------- | ---------------------------------------------------------------------- | ---------------------------------------------------------------------- | ---------------------------------------------------------------------- | ---------------------------------------------------------------------- | ---------------------------------------------------------------------- | ---------------------------------------------------------------------- | ---------------------------------------------------------------------- | ---------------------------------------------------------------------- | ---------------------------------------------------------------------- |
|                                                                        | Akcja Wyborcza Solidarność                                             | 285 700                                                                | 285 700                                                                | 142 850                                                                | 95 233                                                                 | 71 425                                                                 | 57 140                                                                 | 47 617                                                                 | 40 814                                                                 | 35 713                                                                 | 31 744                                                                 | 28 570                                                                 | ...                                                                    | 19 047                                                                 | 9                                                                      | 8,29                                                                   |
|                                                                        | Sojusz Lewicy Demokratycznej                                           | 115 185                                                                | 115 185                                                                | 57 593                                                                 | 38 395                                                                 | 28 796                                                                 | 23 037                                                                 | 19 198                                                                 | 16 455                                                                 | 14 398                                                                 | 12 798                                                                 | 11 519                                                                 | ...                                                                    | 7679                                                                   | 4                                                                      | 3,34                                                                   |
|                                                                        | Unia Wolności                                                          | 76 665                                                                 | 76 665                                                                 | 38 333                                                                 | 25 555                                                                 | 19 166                                                                 | 15 333                                                                 | 12 778                                                                 | 10 952                                                                 | 9583                                                                   | 8518                                                                   | 7667                                                                   | ...                                                                    | 5111                                                                   | 2                                                                      | 2,22                                                                   |
|                                                                        | Ruch Odbudowy Polski                                                   | 27 642                                                                 | 27 642                                                                 | 13 821                                                                 | 9214                                                                   | 6911                                                                   | 5528                                                                   | 4607                                                                   | 3949                                                                   | 3455                                                                   | 3071                                                                   | 2764                                                                   | ...                                                                    | 1843                                                                   | 0                                                                      | 0,80                                                                   |
|                                                                        | Polskie Stronnictwo Ludowe                                             | 11 859                                                                 | 11 859                                                                 | 5930                                                                   | 3953                                                                   | 2965                                                                   | 2372                                                                   | 1977                                                                   | 1694                                                                   | 1482                                                                   | 1318                                                                   | 1186                                                                   | ...                                                                    | 791                                                                    | 0                                                                      | 0,34                                                                   |
| Ogółem                                                                 | Ogółem                                                                 | 517 051                                                                | —                                                                      | —                                                                      | —                                                                      | —                                                                      | —                                                                      | —                                                                      | —                                                                      | —                                                                      | —                                                                      | —                                                                      | —                                                                      | —                                                                      | 15                                                                     | 15                                                                     |